# جزيرة زيحة (ميدي)

تعديل مصدري - تعديل

جزيرة زيحة هي إحدى جزر مديرية ميدي التابعة لمحافظة حجة.